# Joseph Kubecka
Joseph Kubecka war ein österreichischer Fußballtorwart.

## Karriere
Er begann beim SV Urfahr. In den 1950er Jahren erfolgte der Aufstieg in die Staatsliga B. Nach einem Jahr drohte der Abstieg in die Landesliga. In einem wichtigen Spiel gegen Ried (3:2) wurde er 1955 von der Presse zum Vater des Sieges gekrönt. Nach dem Sieg des Oberösterreichischen Landespokal wechselte er zum SK VÖEST Linz, dann zum SVS Linz. Nach dem 1:7 gegen den  Klub MTK Budapest FC wechselte er wieder zum SV Urfahr, dem Linzer ASK sagte er ab. Mit dem SV Urfahr wurde er nochmal Meister der Landesliga, verpasste aber knapp in der Relegation den Wiederaufstieg in die Staatsliga B. Joseph Kubecka wurde nie von der österreichischen Nationalmannschaft einberufen. Nach seinem Karriereende im Jahr 1960 war er noch in der Seniorenmannschaft des SV Urfahr tätig.

## Vereine
- SV Urfahr
- SVS Linz
- SK VÖEST Linz

## Erfolge
- Oberösterreichischer Landespokalsieger (SV Urfahr)
- Oberösterreichischer Landesligameister (SV Urfahr)
- Aufstieg Staatsliga B (SV Urfahr)